# Vert.x
Eclipse Vert.x 是一个事件驱动的应用程序框架，其支持多种编程语言，并运行于Java虚拟机中。
在其他编程语言中，与其类似的有Node.js（适用于JavaScript）、Twisted（适用于Python）、Perl Object Environment（适用于Perl）、libevent（适用于C）、reactPHP（适用于PHP）、amphp（适用于PHP）及EventMachine（适用于Ruby）。 
自2.1.4版本始，Vert.x以Java、JavaScript、Groovy、Ruby、Python、Scala、Clojure及Ceylon编程语言公开其API。 
自3.6.0版本始，Vert.x以Java、JavaScript、Groovy、Ruby、Scala、Kotlin及Ceylon编程语言公开其API。

## 历史
2011年，在VMware工作的 Tim Fox 开始开发Vert.x。 
Tim Fox 最初将项目命名为“Node.x”，该名称由Node.js的命名衍生而来，其中“x”表示新项目支持多种编程语言，而非仅支持JavaScript。该项目后来改名为“Vert.x”以避免潜在的法律问题，因为“Node”是 Joyent Inc. 拥有的商标。新名称替换了node一词，所使用的vertex一词在数学中同样意为节点。 
2012年12月，VMware向已离职的 Tim Fox 发送法律文件，以期从Vert.x社区获得Vert.x商标、域名、博客、GitHub帐户及Google Group的控制权。 
与其他各方讨论后，2013年1月，VMware同意将项目和相关IP转移到Eclipse基金会这一中立的法律实体中，以使Vert.x社区获得最大收益。 
2013年8月，Core Vert.x 项目完成了向Eclipse基金会的迁移。Vert.x技术栈中的其他项目并未迁移至Eclipse，但因Eclipse基金会的默认而继续使用“Vert.x”商标。 
2014年5月，Vert.x在JAX创新奖中荣获“最具创新性的Java技术”奖。 
2016年1月12日，Tim Fox辞去了Vert.x项目的领导职务。长期贡献者Julien Viet取代了他的位置。 

## 架构
Vert.x使用底层I/O库Netty 。 
Vert.x拥有以下特性： 
- 支持多种编程语言。应用程序组件能够以Java、JavaScript、Groovy、Ruby、Scala、Kotlin和Ceylon编写。
- 简单的并发模型。所有代码都是单线程的，免除了多线程编程的麻烦。
- 简单的异步编程模型，用于编写真正可扩展的非阻塞应用程序。
- 跨越客户端和服务器端的分布式事件总线。事件总线甚至可以渗透到浏览器中的JavaScript中，从而可以创建所谓的实时Web应用程序。
- 角色模型和公共存储库，用于重用并共享组件。

## 示例
下列Java代码会实现一个输出“Hello from Vert.x”的服务器： 
```
import
 
io.vertx.core.AbstractVerticle
;

public
 
class
 
Server
 
extends
 
AbstractVerticle
 
{

  
public
 
void
 
start
()
 
{

    
vertx
.
createHttpServer
().
requestHandler
(
req
 
->
 
{

      
req
.
response
()

        
.
putHeader
(
"content-type"
,
 
"text/plain"
)

        
.
end
(
"Hello from Vert.x!"
);

    
}).
listen
(
8080
);

  
}

}

```

 同一服务器的JavaScript版本如下： 
```
vertx
.
createHttpServer
()

  
.
requestHandler
(
function
 
(
req
)
 
{

    
req
.
response
()

      
.
putHeader
(
"content-type"
,
 
"text/plain"
)

      
.
end
(
"Hello from Vert.x!"
);

}).
listen
(
8080
);

```

 上述两种代码均可使得Web服务器以高度可扩展的方式提供内容。 